# Bulgarien ved vinter-OL 2022
Bulgarien deltager i vinter-OL 2022 i Beijing, Kina i perioden 4. – 20. februar 2022.

## Medaljer
| 2022 Beijing | Guld | Sølv | Bronze | Total |
| Bulgarien    | -    | -    | -      | -     |

### Medaljevindere
| Bulgarien under vinter-OL 2022 i Beijing | Bulgarien under vinter-OL 2022 i Beijing | Bulgarien under vinter-OL 2022 i Beijing | Bulgarien under vinter-OL 2022 i Beijing | Bulgarien under vinter-OL 2022 i Beijing |
| Medalje                                  | Navn                                     | Sport                                    | Event                                    | Dato                                     |
| ---------------------------------------- | ---------------------------------------- | ---------------------------------------- | ---------------------------------------- | ---------------------------------------- |
| Guld                                     | -                                        | -                                        | -                                        | -                                        |
| Sølv                                     | -                                        | -                                        | -                                        | -                                        |
| Bronze                                   | -                                        | -                                        | -                                        | -                                        |